# Usofila oregona
Usofila oregona is een spinnensoort in de taxonomische indeling van de Telemidae.
Het dier behoort tot het geslacht Usofila. De wetenschappelijke naam van de soort werd voor het eerst geldig gepubliceerd in 1942 door Ralph Vary Chamberlin & W. Ivie.